# Palpita pratti
Palpita pratti là một loài bướm đêm trong họ Crambidae.